# السيفة (السيفة الشمالية)
السيفة هو دُوَّار يقع بجماعة السيفا، إقليم الرشيدية، جهة درعة تافيلالت في المملكة المغربية. ينتمي الدوّار لمشيخة السيفة الشمالية التي تضم 6 دواوير. يقدر عدد سكانه بـ 1,021 نسمة حسب الإحصاء الرسمي للسكان والسكنى لسنة 2004.

## روابط خارجية
- البوابة الوطنية للجماعات الترابية
- المندوبية السامية للتخطيط